# Corpo incorrupto

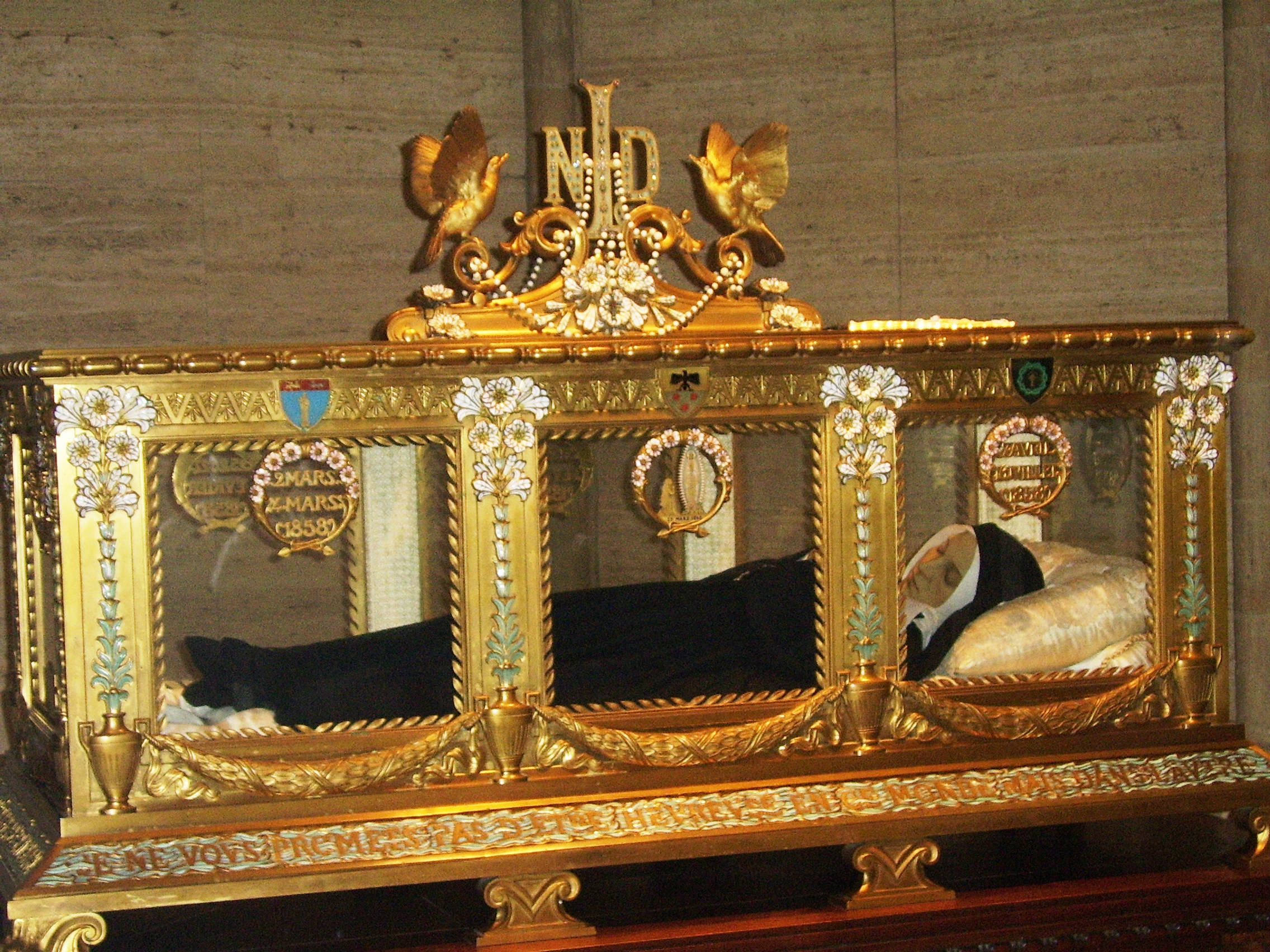
Túmulo de vidro com o corpo incorrupto de Santa Bernadette Soubirous, exposto no Convento de Saint Gildard, em Nevers.

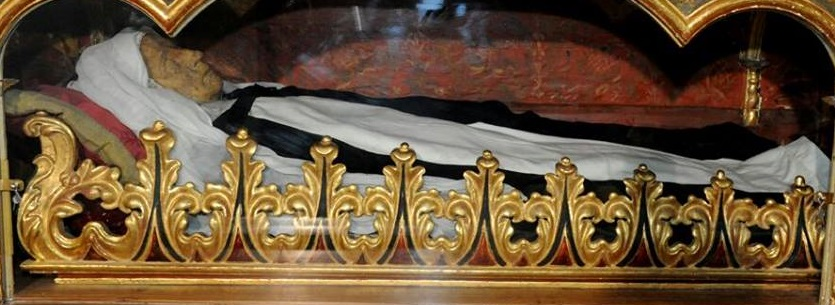
Corpo incorrupto de Sor María de Jesús, no Convento de Santa Catalina de Siena (San Cristóbal de La Laguna, Tenerife, Espanha).

Corpo incorrupto é o corpo humano que apresenta a propriedade, sem que tenham sido utilizados métodos de embalsamamento, de não se decompor após a morte. O fato é considerado por vários religiosos como miraculoso, e o termo figura em senso comum com tal acepção.
O fenômeno da incorruptibilidade pode ocorrer com todo o corpo ou com apenas parte dele. Em alguns casos, os corpos incorruptos emanariam até mesmo um odor agradável.

## Relatos famosos

### Santa Bernadette Soubirous
A incorruptibilidade do corpo de Santa Bernadette Soubirous, a vidente de Lourdes, é um dos casos notórios mais estudados. Desde 3 de agosto de 1879 que o corpo intacto da Santa se encontra exposto numa urna de cristal na capela do convento de Saint-Gildard, na cidade de Nevers, na França. A cidade fica na Borgonha, a 260 km ao sul-sudeste de Paris.
Em 22 de setembro de 1909, trinta anos após o velório, seu cadáver foi exumado pela primeira vez e o corpo encontrado intacto, relatando-se inclusive a ausência de odores desagradáveis.
Seu corpo já foi analisado por diversas vezes desde a sua primeira exumação, e encontra-se em relativamente bom estado de conservação até hoje.

### Lista complementar
- Beata Anna Maria Taigi
- São Carlo Acutis
- Santa Catarina Labouré
- Santa Cecília
- São Charbel Makhluf
- Beata Clélia Merloni
- São Francisco Xavier
- São João Maria Vianney
- Beata Maria do Divino Coração
- Santa Maria Madalena de Pazzi
- Beata Maria Vittoria De Fornari  Strata
- Venerável Mariana da Purificação
- Serva de Deus Mariana de Jesús Torres
- São Pio de Pietrelcina
- São Pio V
- São Pio X
- Santa Rita de Cássia
- São Vicente de Paulo
- Santa Zita de Lucca

## Explicação científica

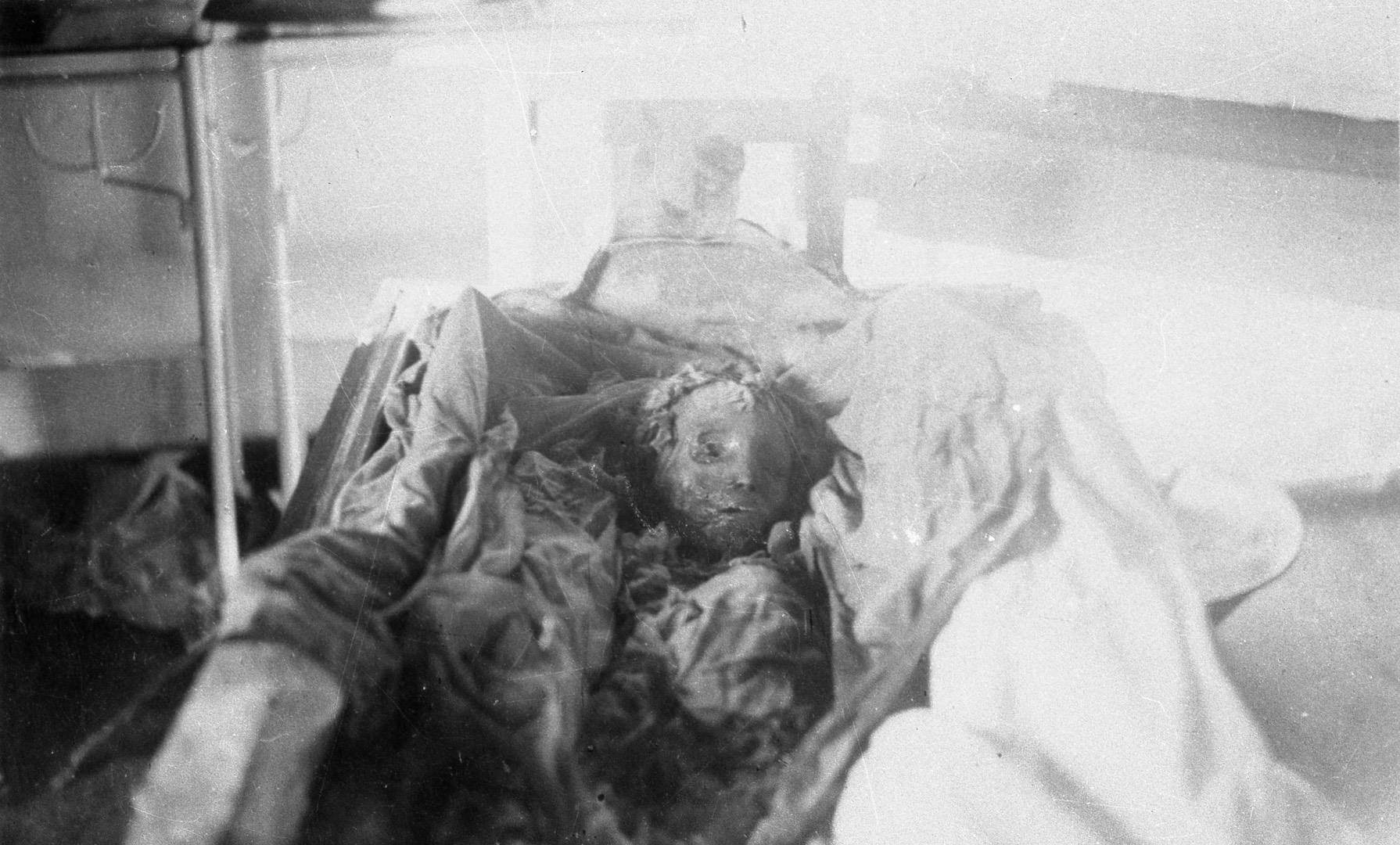
O corpo preservado de Santa Jacinta Marto descoberto durante sua exumação

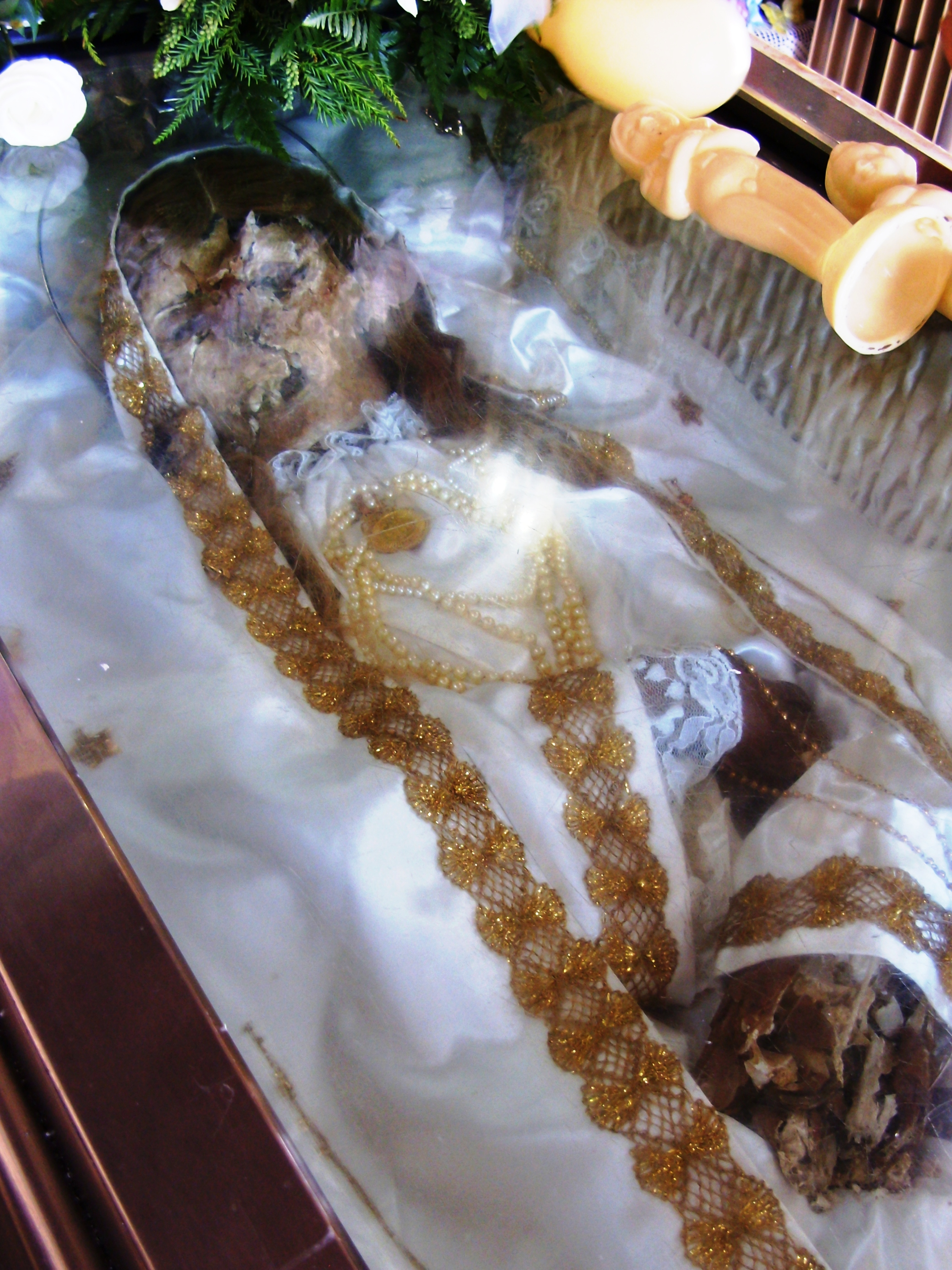
Santa Maria Adelaide, conhecida como a "Santinha de Arcozelo"

Cientistas afirmam que o fenômeno se deve geralmente a condições de preservação favoráveis, como baixas temperaturas e ausência de oxigênio nos caixões. Condições específicas também podem levar à mumificação natural; processo o qual as múmias do Llullaillaco, com mais de quinhentos anos de idade, definem exemplo recentemente destacado. O processo é cientificamente conhecido como adipocere.
Relatos de corpos que resistem à decomposição e são encontrados intactos durante as exumações rotineiras dos restos mortais após transcorridos os períodos normais de sepultamento são frequentes o suficiente para não poderem ser classificados como casos anormais. Com o advento de técnicas modernas de tratamento dotadas de características fortemente esterelizantes, como a quimioterapia e radioterapia utilizadas no tratamento de cânceres, casos de corpos de pacientes que resistem à decomposição mesmo após permanecerem por tempos muito mais prolongados que os usuais nos jazigos - mesmo nos mais comuns - têm sido não raro também relatados.
Pesquisas encomendadas pela Igreja Católica revelaram fraudes em muitos supostos corpos incorruptos. Foi o caso de Margarida de Cortona, morta em 1297 e venerada na região da Toscana. Ezio Fulcheri, professor da Universidade de Gênova, descobriu que o corpo preservado exposto na Catedral de Cortona, apresentava incisões nas coxas, na barriga e no peito, onde haviam sido injetados conservantes.

## Galeria

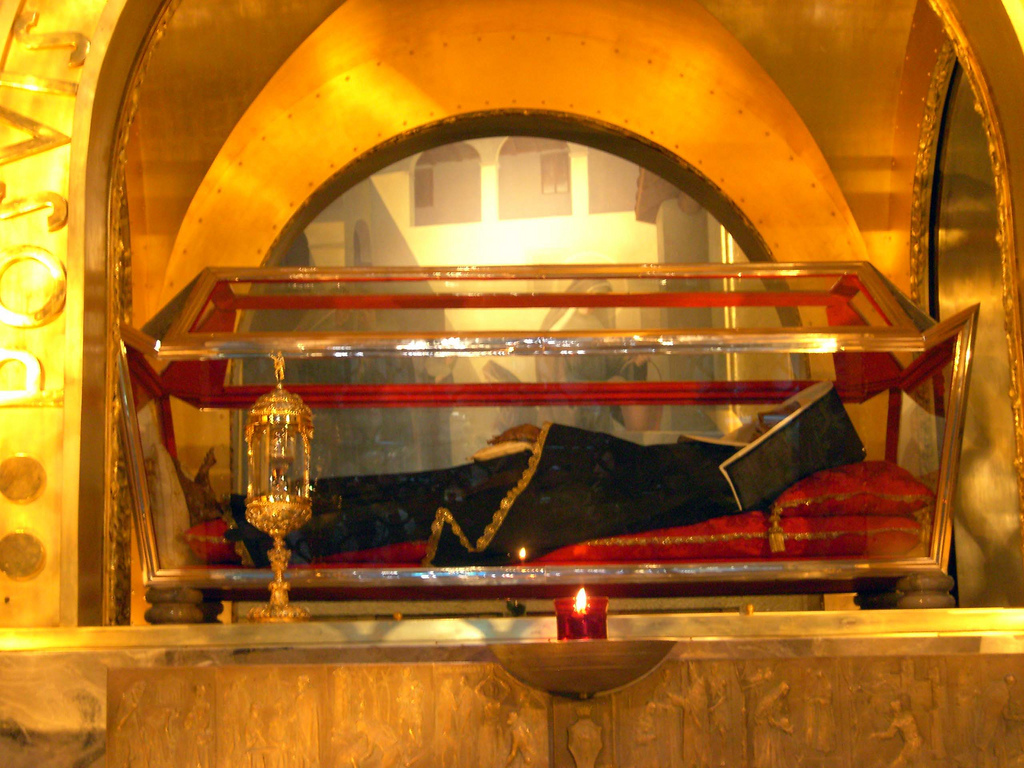
O corpo de Santa Rita de Cássia (1381–1457).
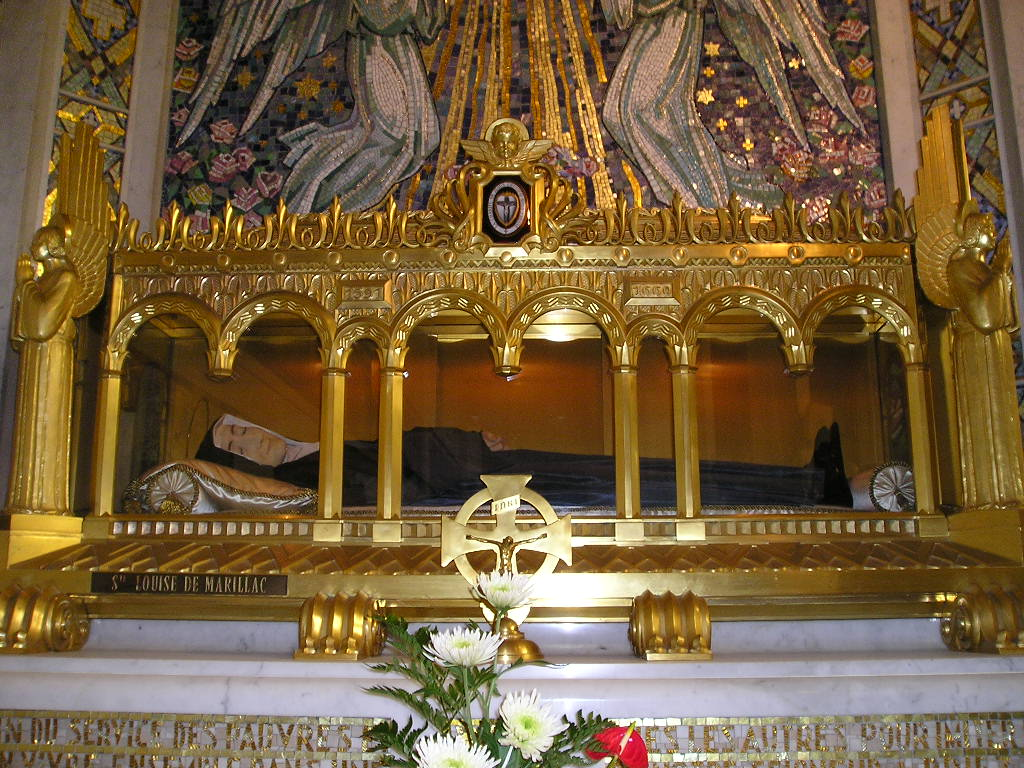
O corpo de Santa Luísa de Marillac (1591–1660).
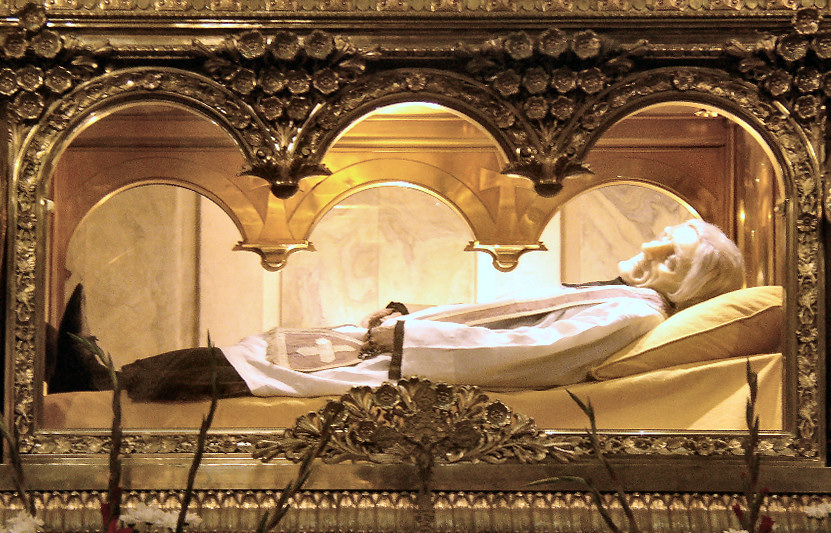
Corpo de São João Maria Vianney, o Cura d'Ars (1786–1859).
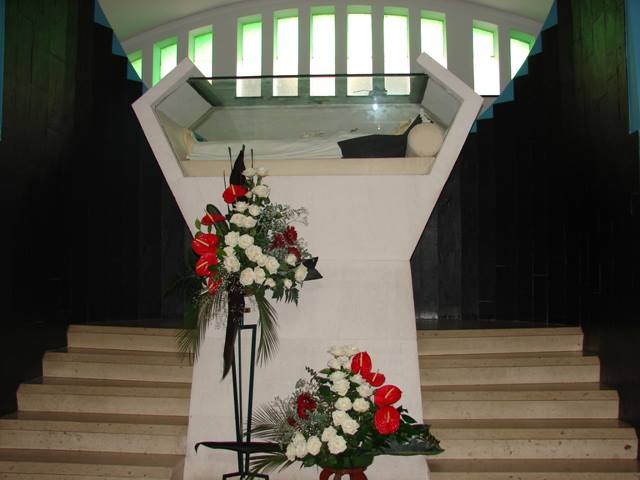
O corpo da Beata Irmã Maria do Divino Coração Droste zu Vischering (1863–1899).
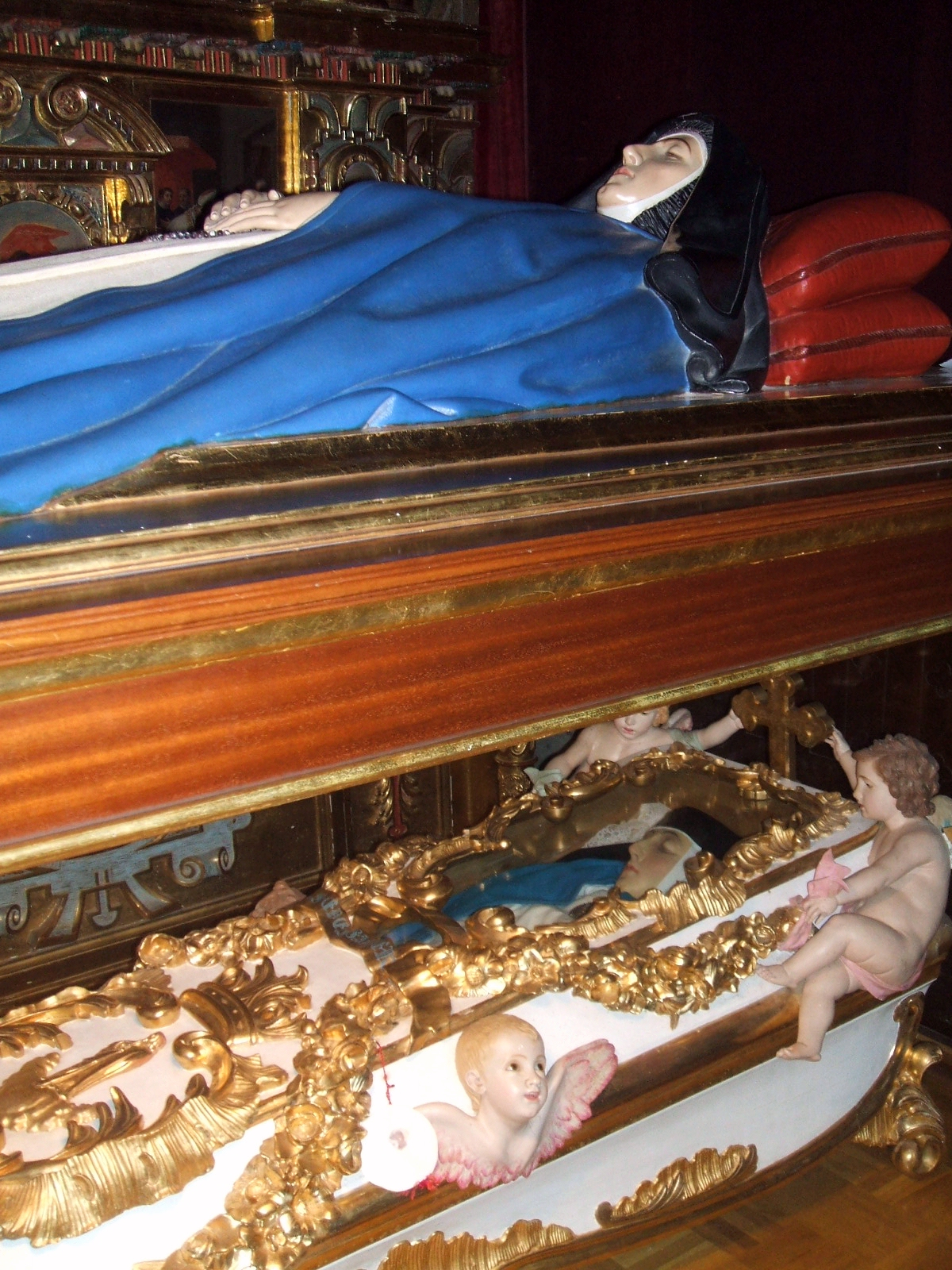
O corpo da Venerável Maria de Jesus de Ágreda (1602–1665).
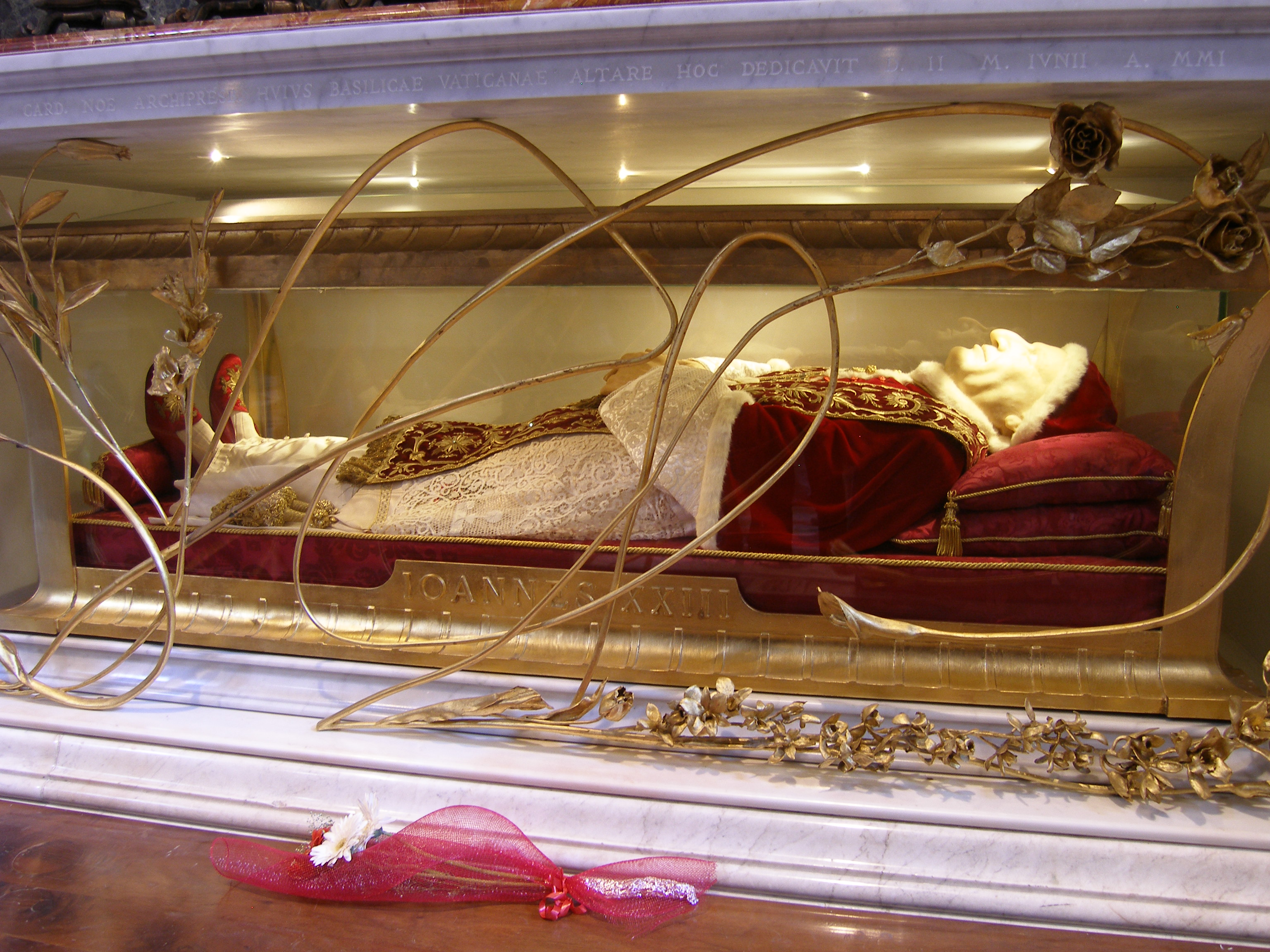
O corpo de São João XXIII (1881–1963).
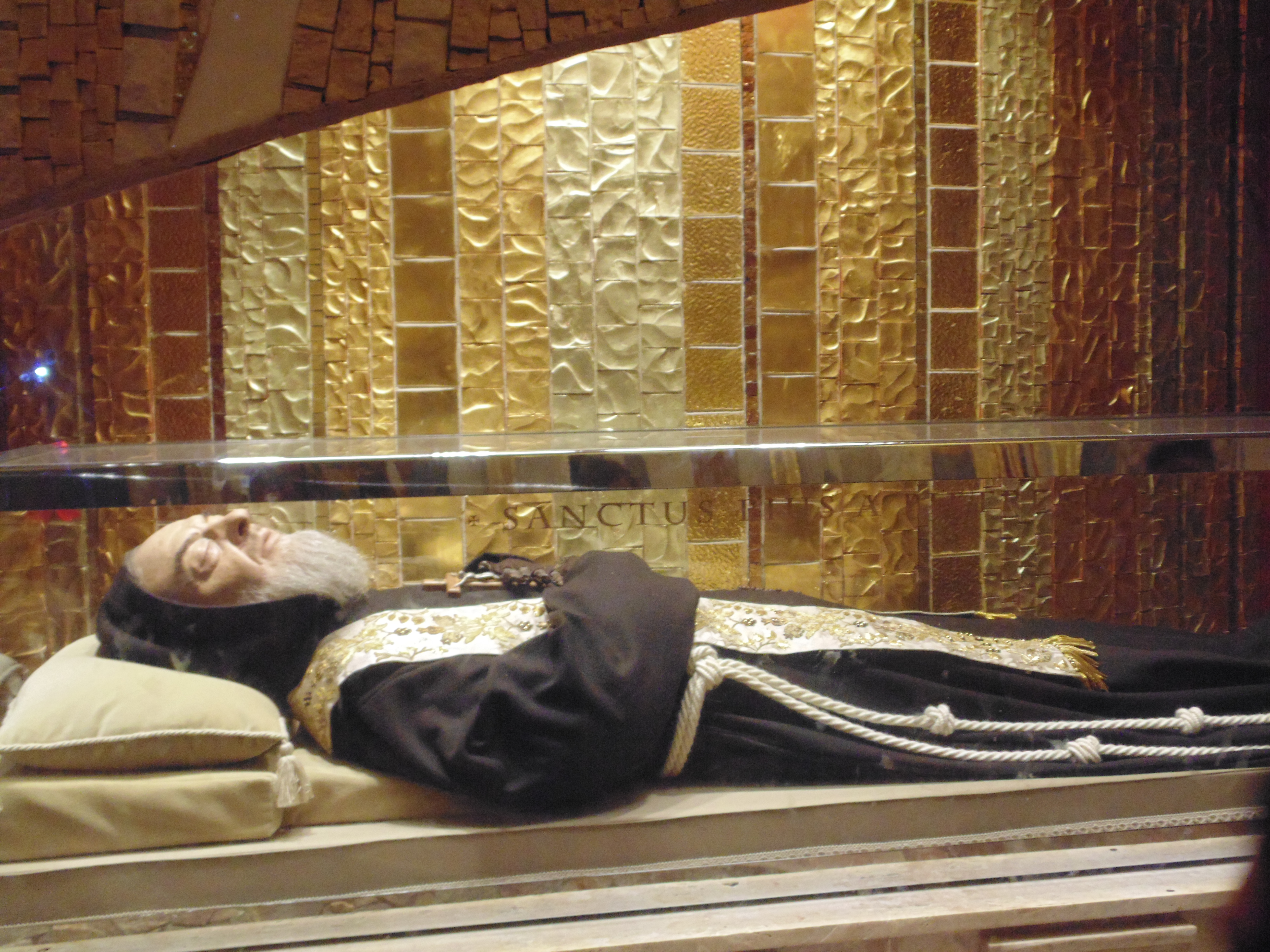
O corpo do São Pio de Pietrelcina (1887–1968).
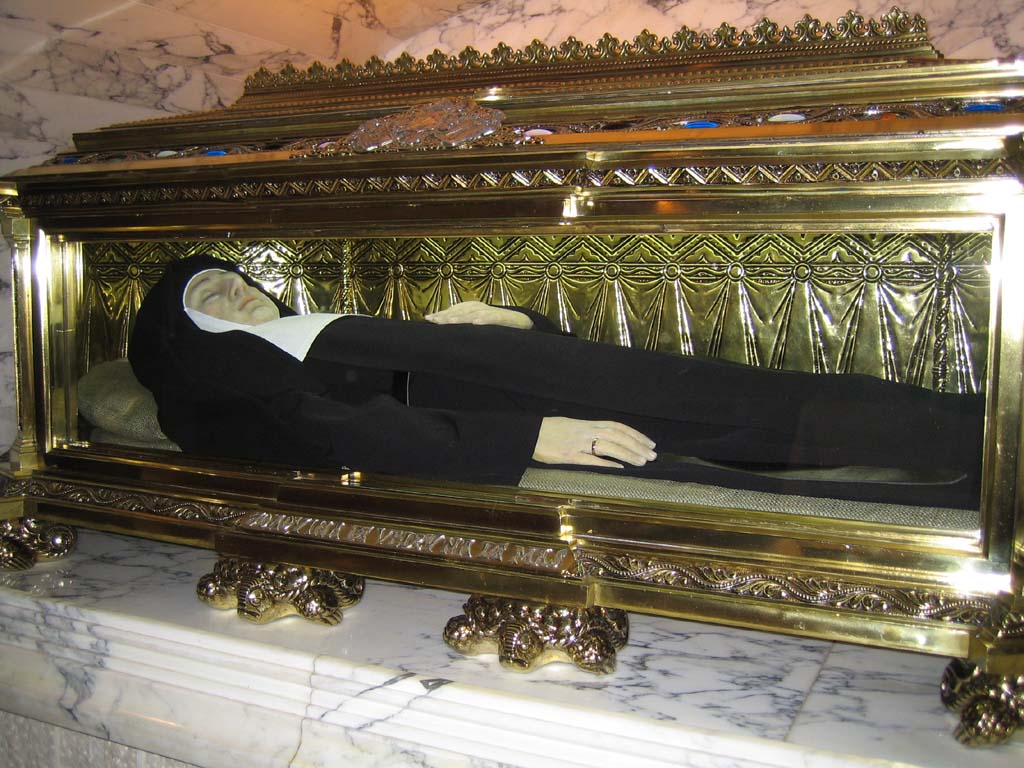
O corpo de Santa Joaquina de Vedruna (1783–1854).
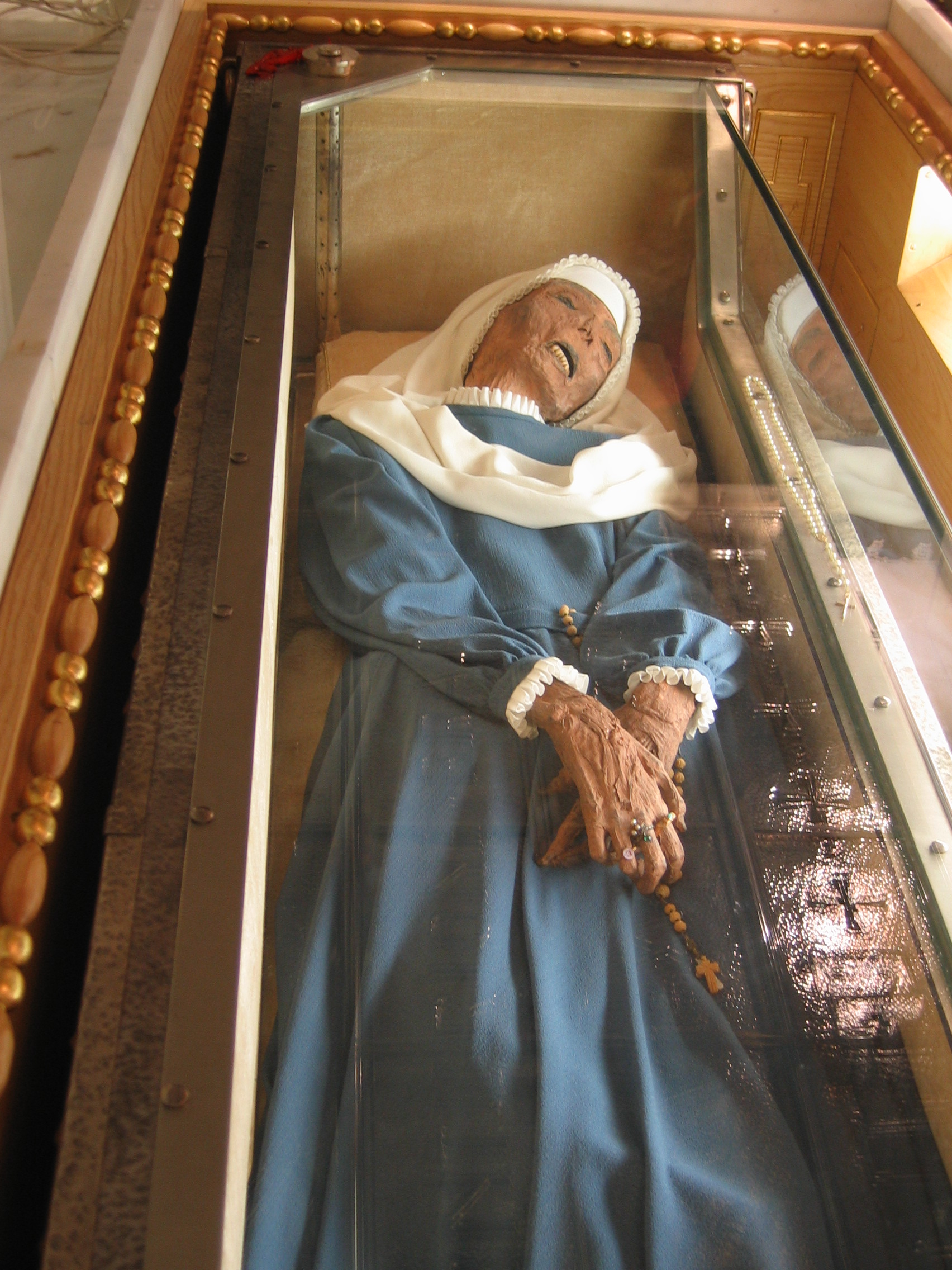
O corpo de Santa Virgínia Centurione (1587–1651).
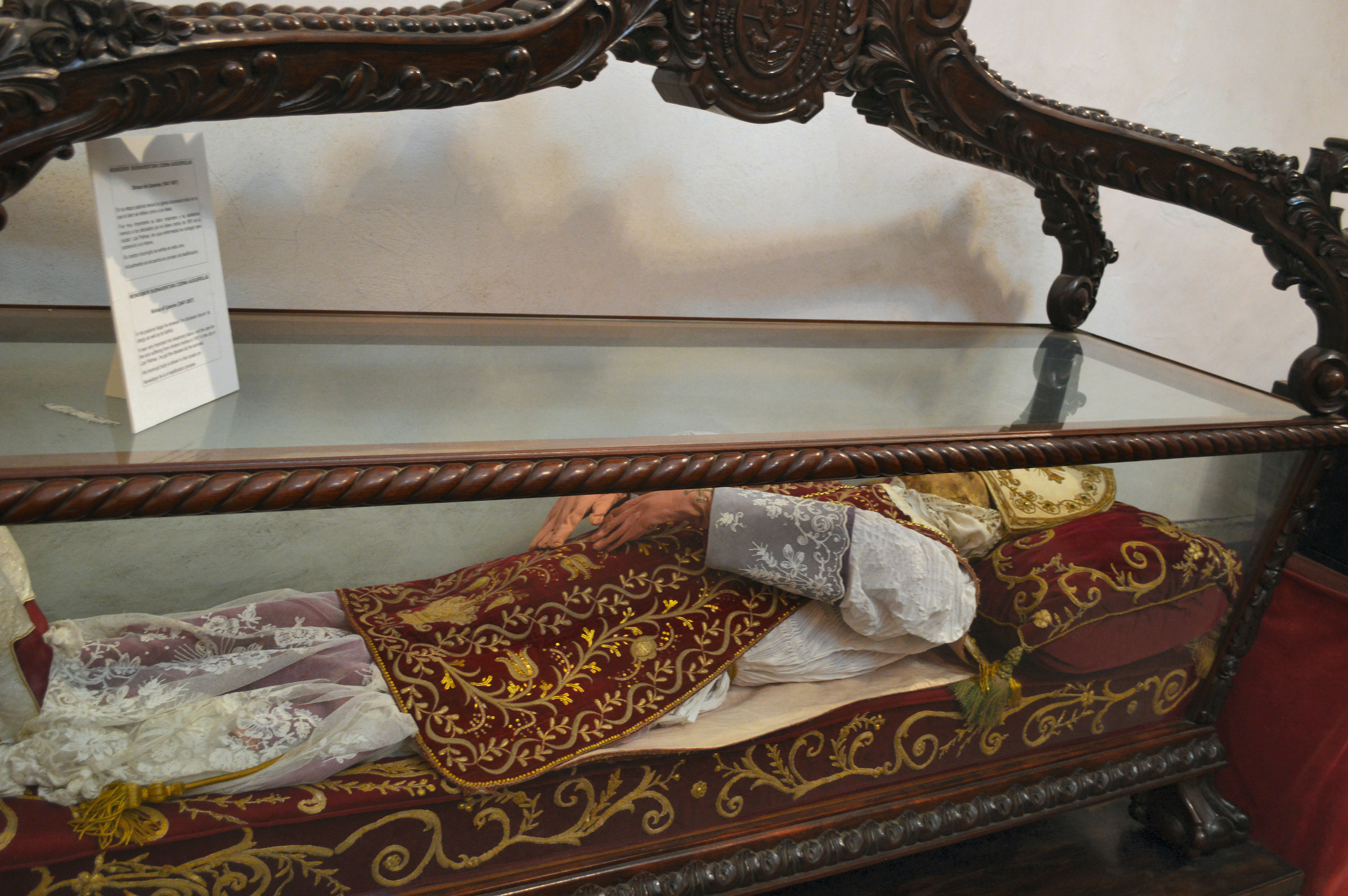
O corpo do Servo de Deus Buenaventura Codina y Augerolas (1788–1857).
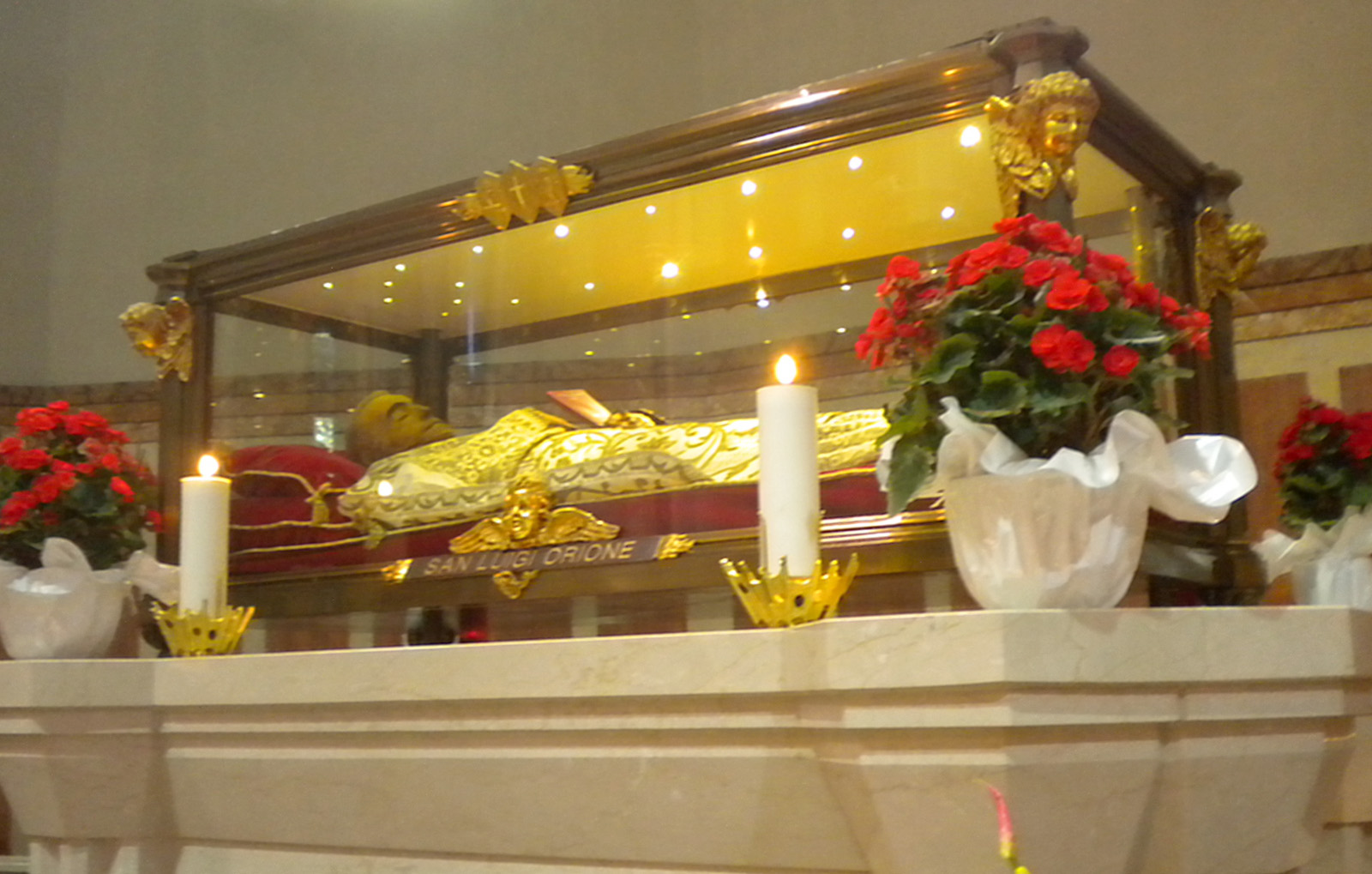
O corpo de São Luís Orione (1872-1940).
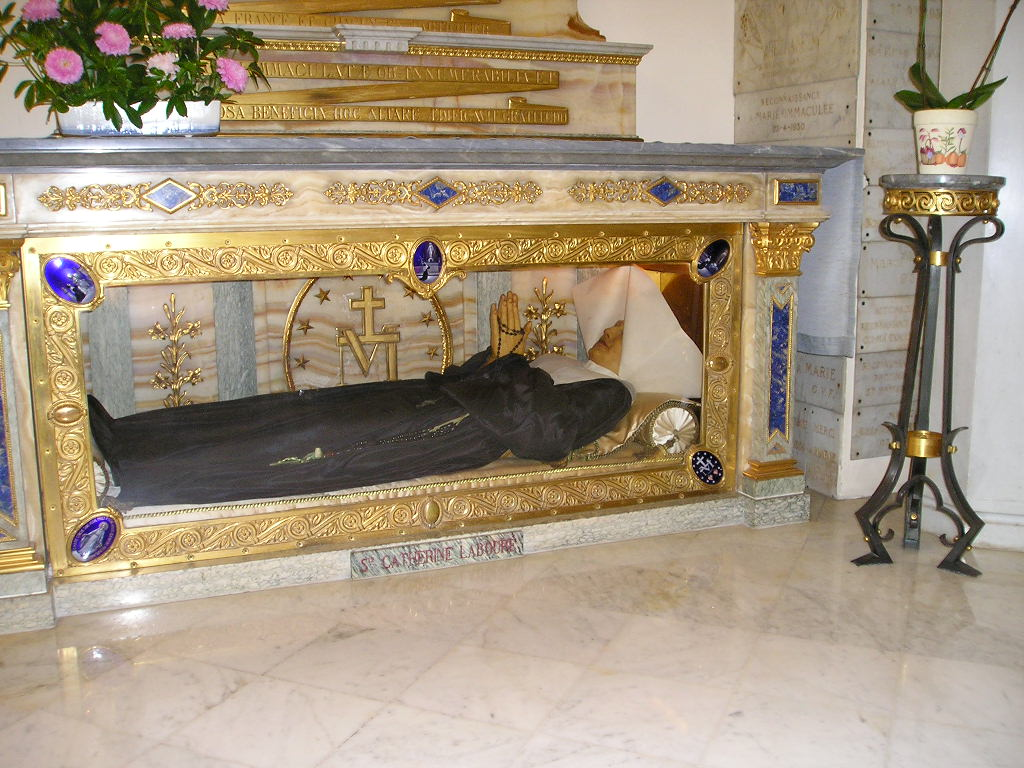
Corpo de Santa Catarina Labouré, (1806-1876), na Capela de Nossa Senhora da Medalha Milagrosa em Paris.
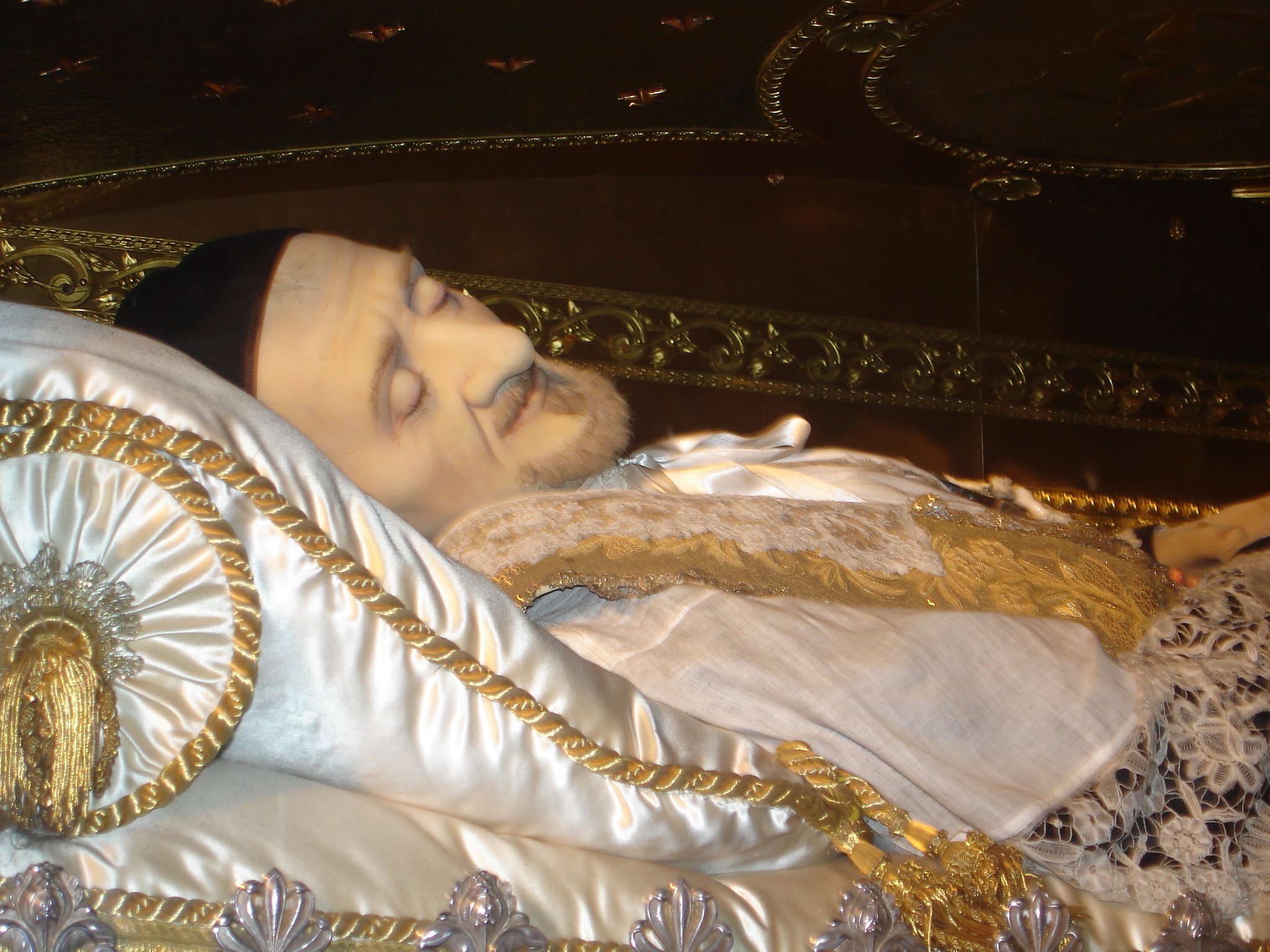
Corpo de São Vicente de Paulo (1581-1660).
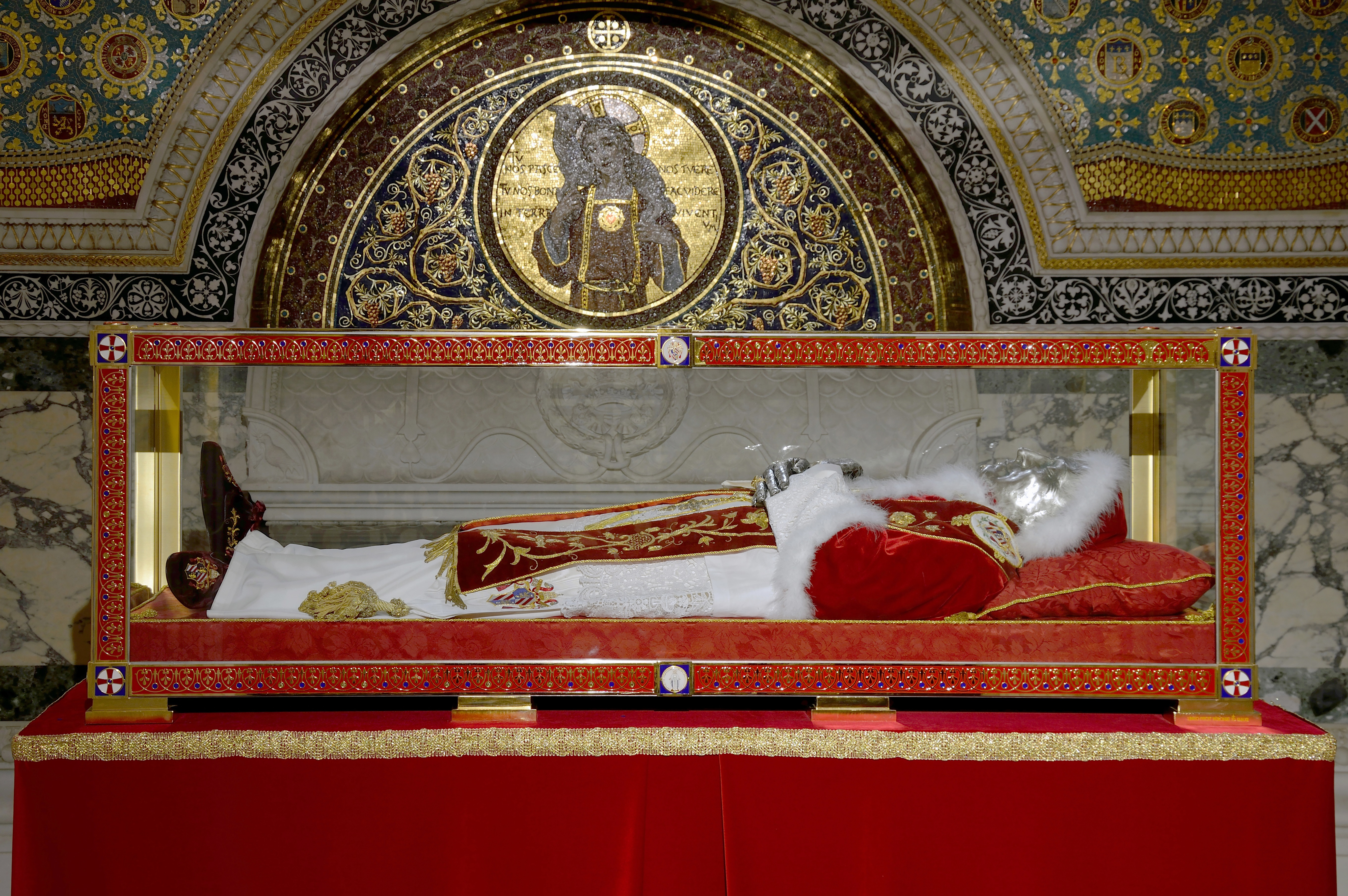
Corpo do Beato Pio IX (1792–1878).
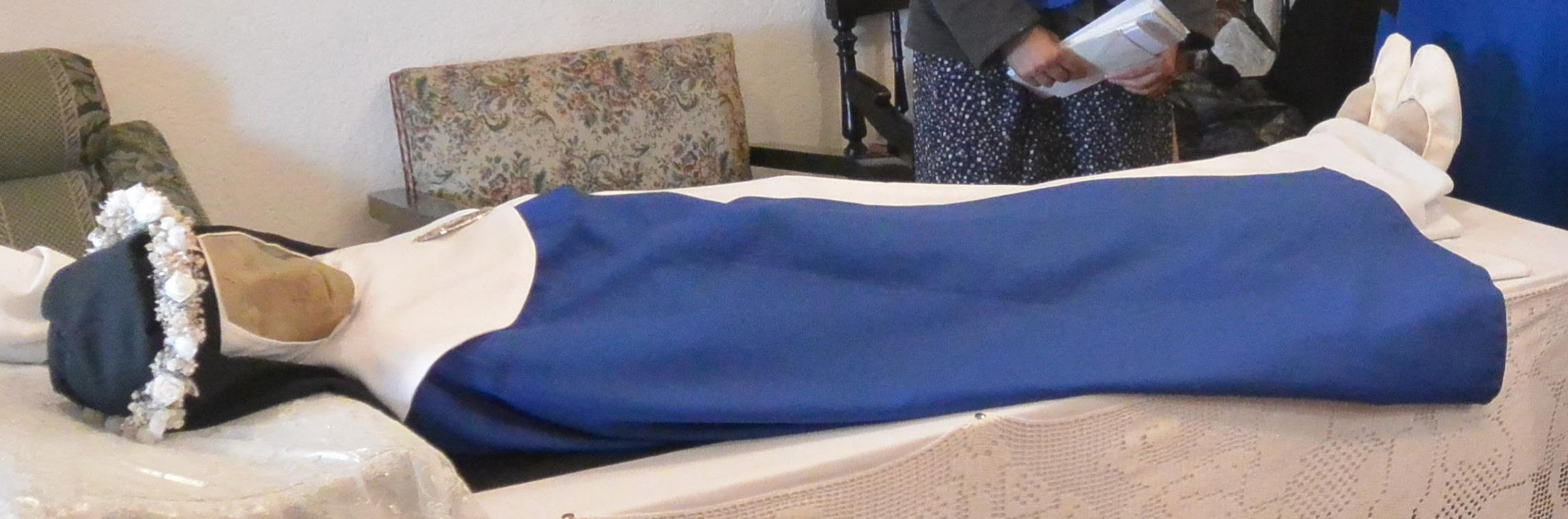
O corpo da Serva de Deus Mariana de Jesús Torres (1563–1635).
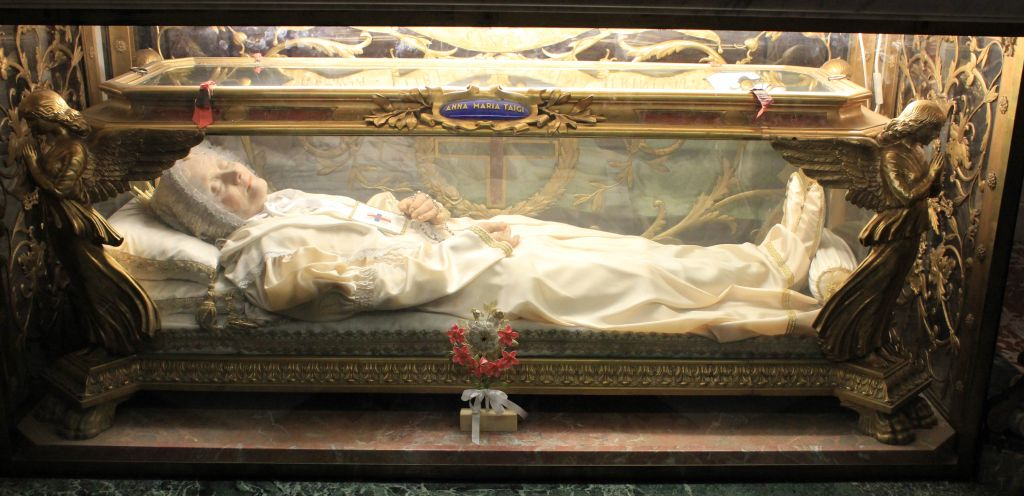
Corpo da Beata Anna Maria Taigi na Basílica de São Crisógono, em Roma.
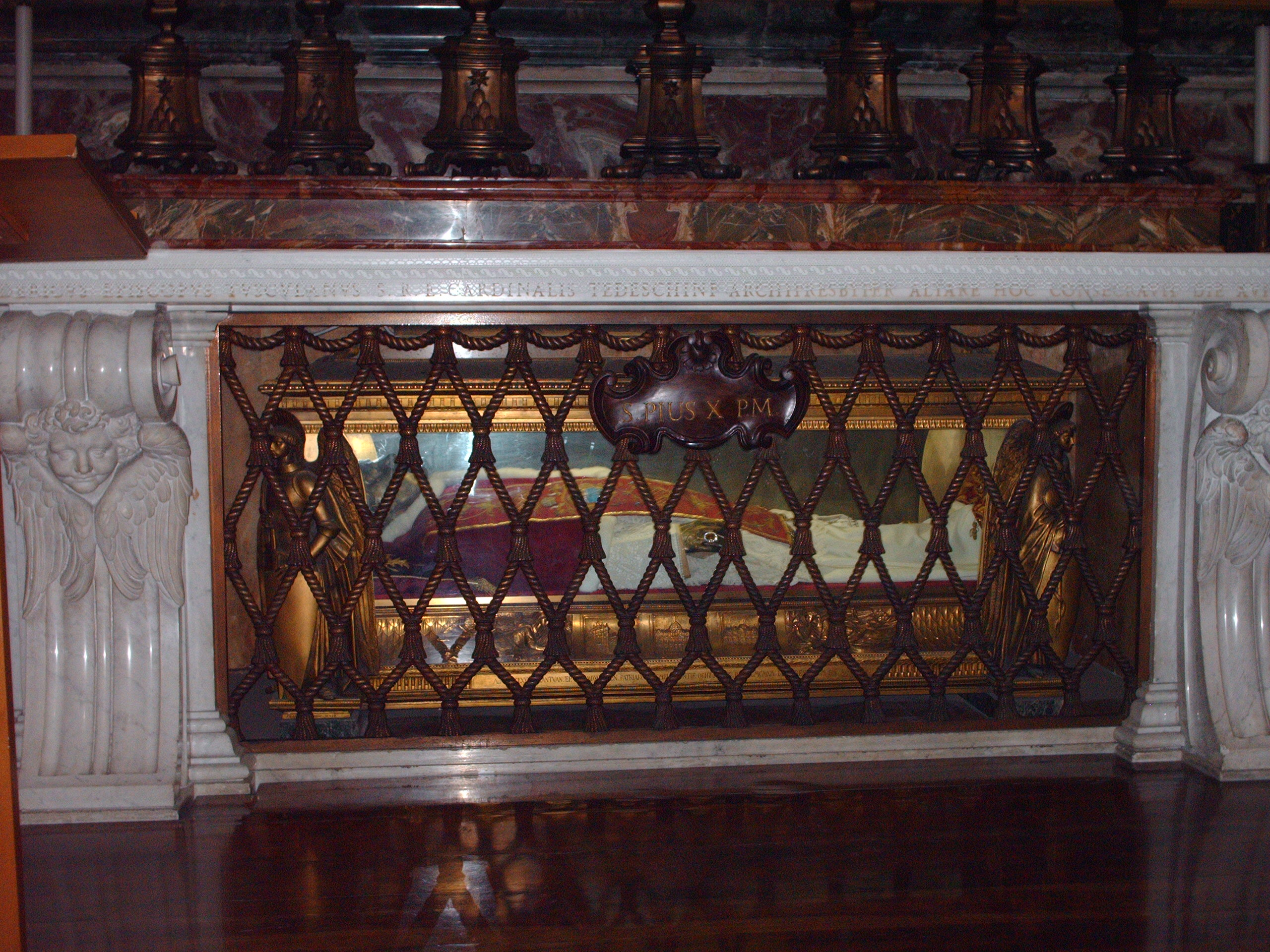
O corpo de São Pio X (1835–1914).
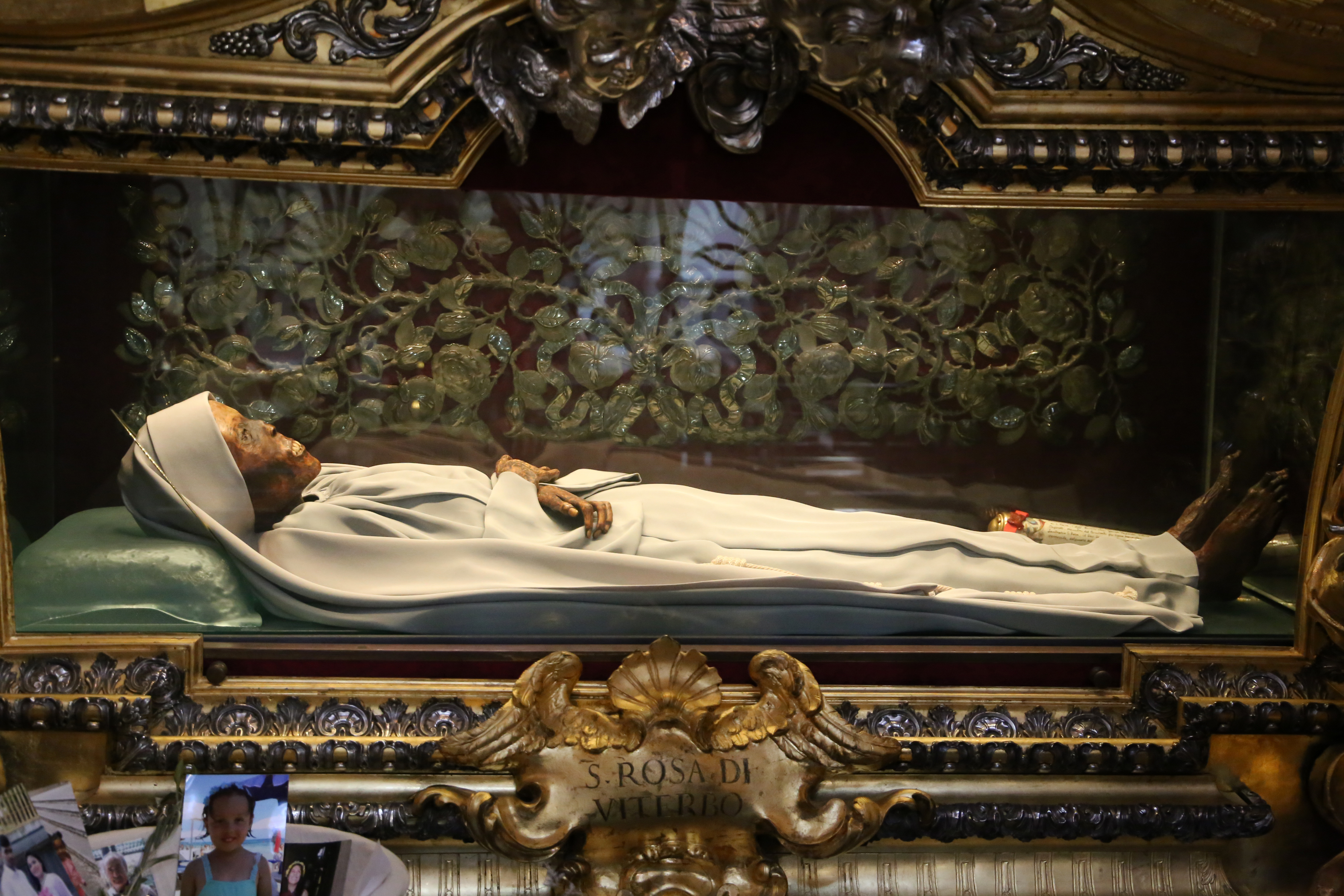
O corpo de Santa Rosa de Viterbo (1233–1251).
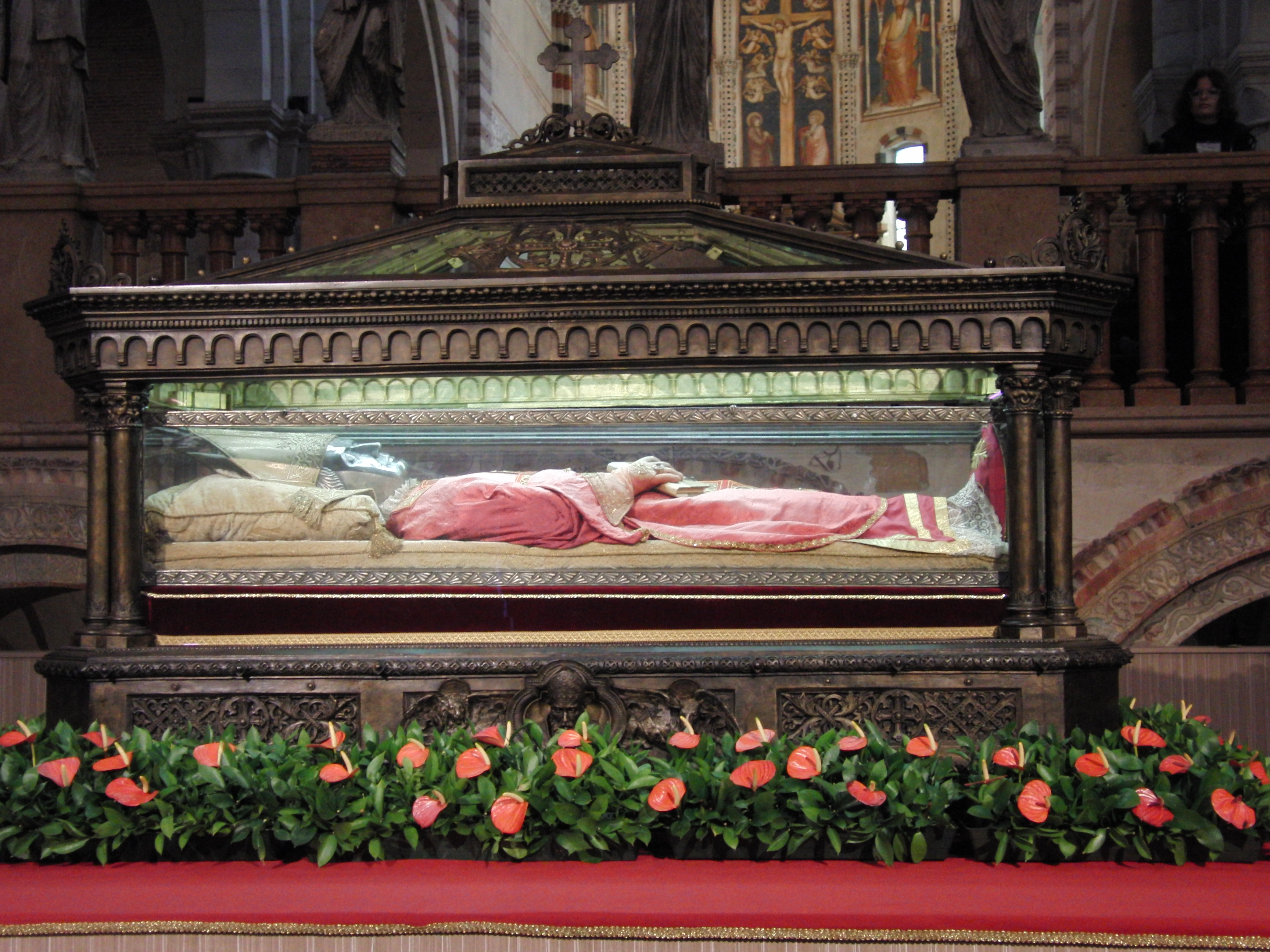
Corpo de São Zenão na Basílica de São Zenão, em Verona.
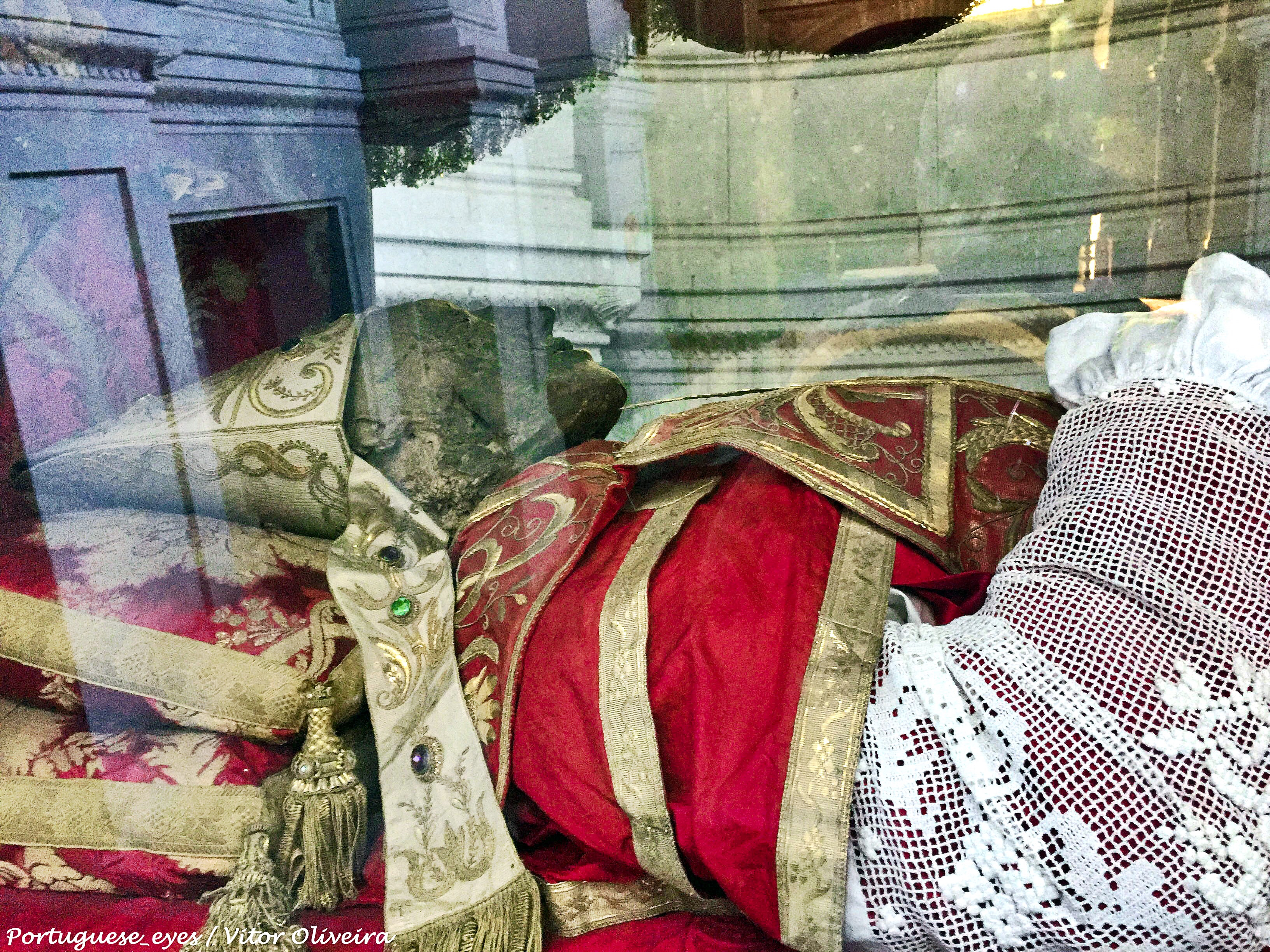
Corpo de São Torcato Félix em Braga.
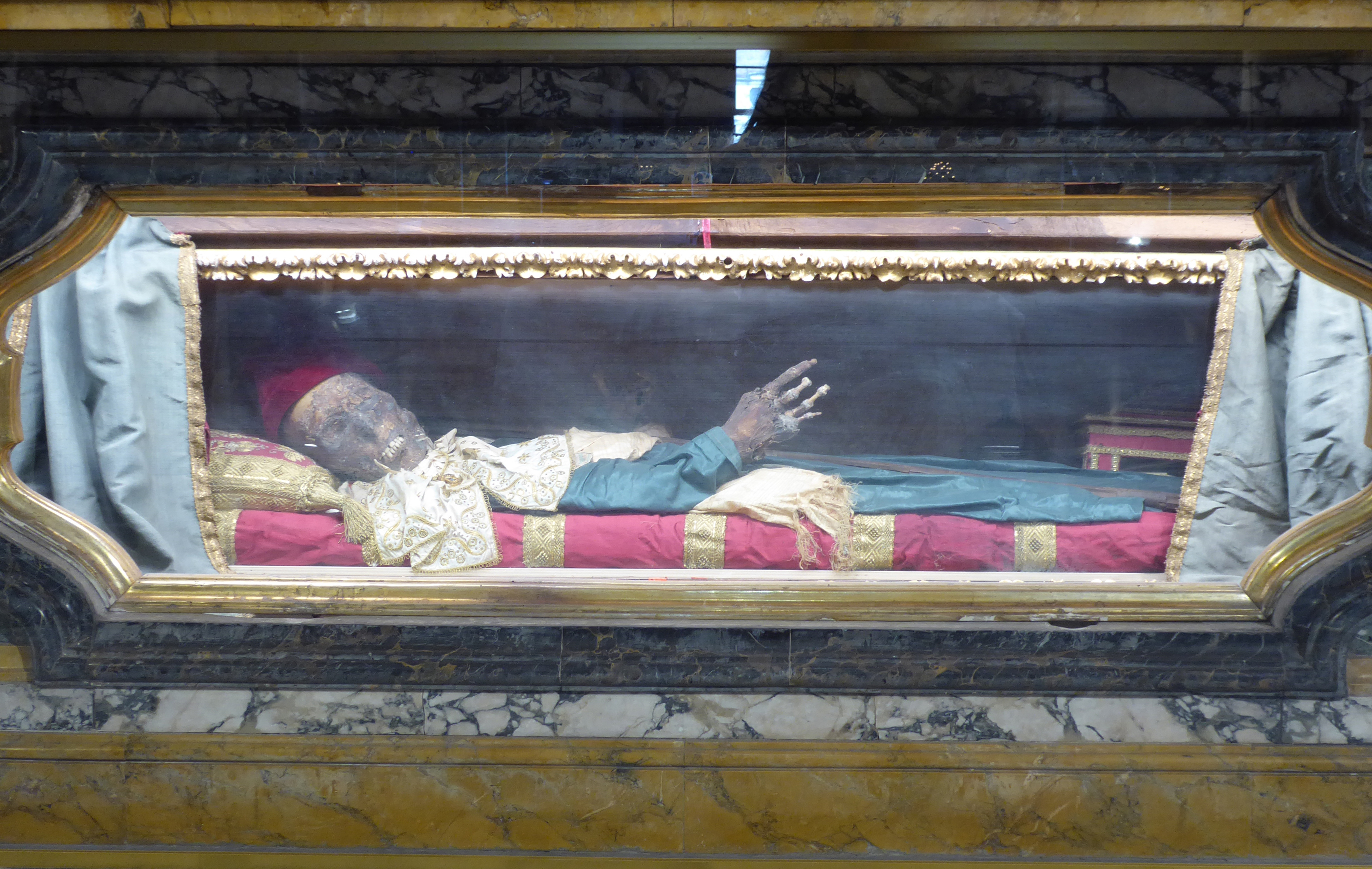
O corpo de São Davino em Lucca.
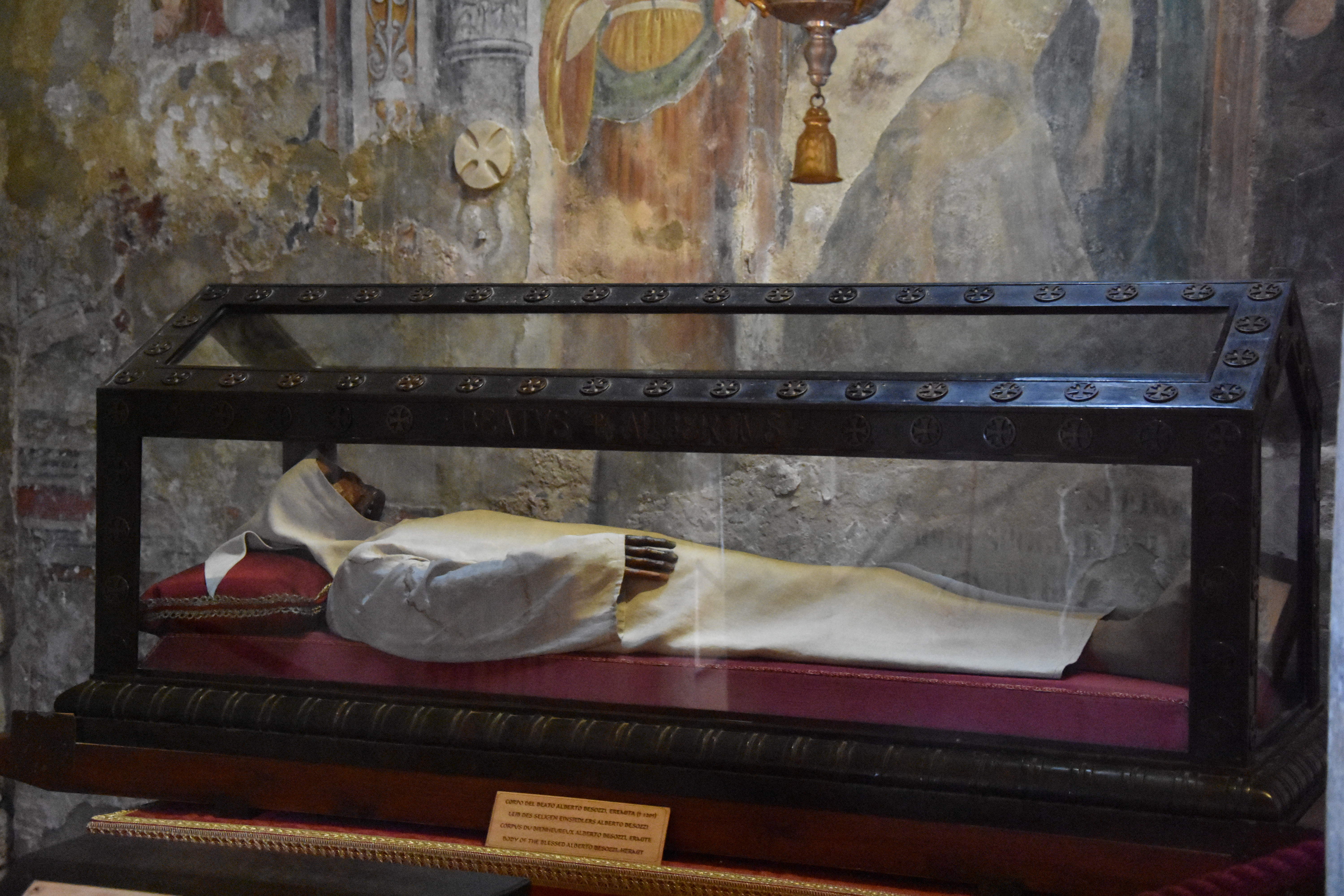
Corpo do Beato Alberto Besozzi no mosteiro de Leggiuno.
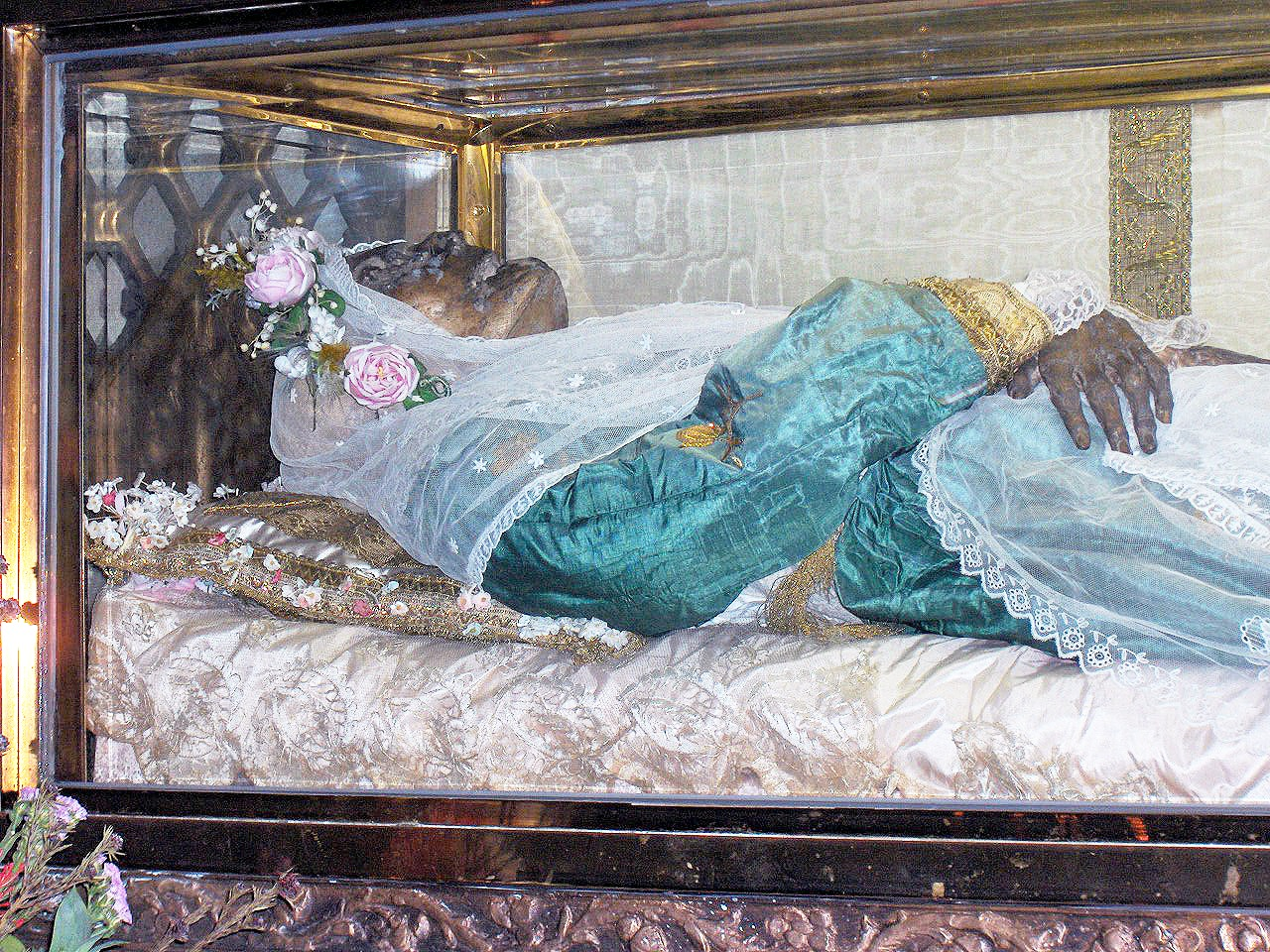
Corpo de Santa Zita na Igreja de São Frediano, em Lucca.
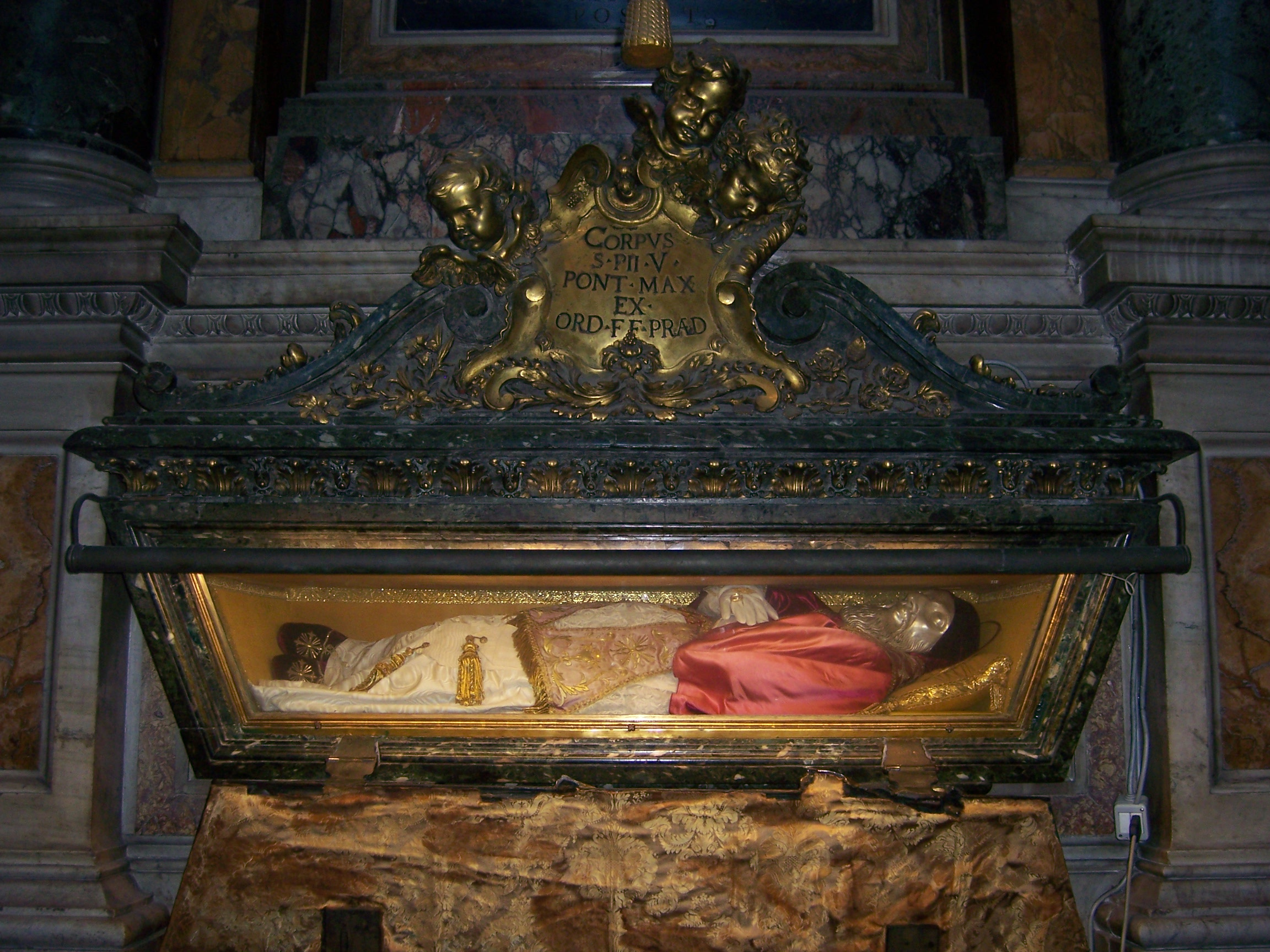
Corpo de São Pio V (1504–1572).
Corpo do São Carlos Acutis (1991–2006), Santuário do Despojamento) em Assis.